# Замок Хиросима
За́мок Хироси́ма (яп. 広島城 хиросима-дзё:) (также иногда называемый «Замок карпов» (яп. 鯉城 ридзё)) — старинный замок в городе Хиросима, Япония. Был построен в 1590-х годах, во время атомной бомбардировки Хиросимы был почти полностью разрушен. В 1958 году замок был частично восстановлен, в настоящее время на его территории располагается музей.

## История
В 1589 году по приказу даймё Мори Тэрумото, укрепившего свою власть в девяти провинциях Японии, было начало строительство замка в центре своих владений — на одном из островов в дельте реки Ота.
В то время на этой местности не было города, местность носила название Гокамура, что означает «пять деревень».
После начала строительства замка местность была названа Хиросима. Слово было составлено из двух частей: хиро — часть имени родоначальника рода Мори, и сима — часть имени Фукусима Мотонага, помощника Мори Тэрумото.
По другой версии своё название местность получила из-за расположения в дельте реки (хиросима дословно переводится с японского «широкий остров»).
Строительство замка закончилось между 1592 и 1599 годами.
В те времена это был самый большой замок на территории западной Японии.
Местность в районе дельты реки Ота носила название «залив карпов», поэтому замок получил прозвище «Замок карпов».
Потеряв почти все свои земли после битвы при Сэкигахара в 1600 году Мори Тэрумото был вынужден покинуть замок, следующим владельцем стал бывший союзник Тэрумото — Фукусима Масанори, правитель провинций Аки и Бинго (впоследствии объединённых в префектуру Хиросима).
В 1617 году замок сильно пострадал от большого наводнения.
Масанори вопреки законам сёгуната Токугавы начал восстановительные работы, за что был переведён в другой район.
В последующие 250 лет замок сменил 12 владельцев из рода Асано.
В сентябре 1894 года в ходе японо-китайской войны замок Хиросима стал местом размещения Генерального штаба Вооружённых сил Японии.
В 1931 году замок Хиросима был внесён в список национальных сокровищ Японии.
В результате атомной бомбардировки Хиросимы в 1945 году во время Второй мировой войны замок был разрушен. В 1958 году замок был реконструирован.

## Владельцы замка
| Род          | Даймё             | Годы владения замком |
| ------------ | ----------------- | -------------------- |
| Род Мори     | Мори Тэрумото     | 1591—1600            |
| Род Фукусима | Фукусима Масанори | 1600—1619            |
| Род Асано    | Асано Нагаакира   | 1619—1632            |
| Род Асано    | Асано Митсуакира  | 1632—1672            |
| Род Асано    | Асано Цунаакира   | 1672—1673            |
| Род Асано    | Асано Цунанага    | 1673—1708            |
| Род Асано    | Асано Ёсинага     | 1708—1752            |
| Род Асано    | Асано Мунэцунэ    | 1752—1763            |
| Род Асано    | Асано Сигеакира   | 1763—1799            |
| Род Асано    | Асано Нариката    | 1799—1830            |
| Род Асано    | Асано Наритака    | 1831—1858            |
| Род Асано    | Асано Ёситэру     | 1858—1858            |
| Род Асано    | Асано Нагамити    | 1858—1869            |
| Род Асано    | Асано Нагакото    | 1869—1869            |

## Устройство замка
Замок Хиросима относится к равнинным замкам, изначально был построен из дерева, преимущественно из сосны, состоял из пяти этажей, по периметру был окружён тремя концентрическими рвами с водой.
После атомной бомбардировки Хиросимы замок был почти полностью разрушен, деревянные части сгорели, остались лишь каменные фундамент и стены.
В 1958 году была восстановлена пятиярусная тэнсю — основная центральная башня замка. Основной материал башни — железобетон, снаружи стены отделаны деревом.
Также в составе замка Хиросима был восстановлен на средства собранные жителями Хиросимы разрушенный во время бомбардировки храм синто  (яп. 広島護国神社 гококу дзиндзя).
В помещении отреставрированного замка действует музей, в котором представлены экспонаты по истории замка, японской культуре и традиционным фестивалям, коллекция старинных мечей XVIII века, на последнем этаже есть смотровая площадка, с которой открывается вид на город.